# دانه‌خوار شکم‌سیاه
دانه‌خوار شکم‌سیاه (نام علمی: Sporophila melanogaster) نام یک گونه از سرده دانه‌خوارهای اصلی است.